# 10,5 cm tornautomatpjäs m/50
10,5 cm tornautomatpjäs m/50 var ett svenskt vapensystem tillverkat av Bofors på 1950-talet. Systemet utgjordes av ett kustartilleribatteri, fullständigt fortifikatoriskt skyddat med ett fullgott skydd mot atomvapen och batterierna låg utspridda. Tre batterier färdigställdes på Nåttarö, Bodskär och Arholma. Batteriet på Arholma är bevarat som museum och skyddat som byggnadsminne.

## Batterierna
Systemet kom att bli det första av tre system som klassades inom det moderna kustartilleriet efter Andra världskriget. De andra två efterföljande systemen utgjordes av 7,5 cm tornpjäs m/57 samt 12 cm tornautomatpjäs m/70. Systemet var med tanke på utspridning och som koncept lite före sin tid och den teknik som användes var ny och delvis oprövad. Detta ledde till omfattande leveransförseningar som ledde till att endast tre batterier kom att färdigställas. Batterierna placerades invid stora farleder i Stockholms skärgård. Det första batteriet som färdigställdes var batteri tre på Nåttarö i södra Stockholms skärgård invid farleden till Nynäshamn. Det andra batteriet som färdigställdes var batteri BR på Bodskär utanför Ornö och försvarade Sandhamnsinloppet mot Stockholm. Det sista och tredje som färdigställdes, och egentligen var tänkt att bli det första men som drabbades av betydande leveransförseningar, var batteri AH beläget på Arholma i norra skärgården och som skulle försvara inloppet till Stockholm från Norrtälje. Varje batteri bestod av 2 pjäser vardera utspritt över ett ganska brett område, vanligtvis bestående av olika skär och öar för att uppnå önskad spridningseffekt. Pjäserna levererades inte med specialtillverkade maskeringsanordningar utan dessa efterkonstruerades och fick ett lite säreget utseende.
På grund av leveransförseningarna kom Försvarsmakten att endast beställa tre batterier och efterföljande leveranser fick förbättrade egenskaper och prestanda samt ett skydd som till stora delar baserades på 10,5 m/50:s uppbyggnad. Eldledningen kom i samband med introduktionen av 12 cm tornautomatpjäs m/70 att bytas till ArtE 724. Vapensystemet 10,5 cm tornautomatpjäs m/50 kom att bli ett udda vapensystem som blev en provplattform för kommande vapensystem och systemet präglades av förseningar och driftstörningar.

## Olyckan på Nåttarö 1984
Under drifttiden inträffade en dödsolycka under en övningsskjutning med pjäs 2 ur batteri NÅ Nåttarö. Vid ansättningen av granat med hylsa självantände drivladdningen innan kilen stängt, vilket ledde till att tryckvågen slog ned i laddningsrummet, en värnpliktig träffades av en takplåt och dog och fyra andra brännskadades av krutgaserna, varav ett befäl. Den inblandade pjäsen hade råkat ut för en tidigare skada under tillverkning och sedan reparerats, om detta ledde till olyckan är dock ej klarlagt. Olyckan utreddes av Statens haverikommission och orsaken var att den automatiska laddningen gjorde att hylsan ansattes med stor kraft, tillräckligt för att utlösa tändningen för drivladdningen, dessa modifierades senare.

## Avveckling
I samband med nedläggningen av Kustartilleriet som vapenslag år 2000 avvecklades även vapensystemet 10,5 cm tornautomatpjäs m/50 helt och hållet. Samtliga batterier utom pjäs 1, AH I, batteri Arholma är avvecklade och rivna. Pjäs 1 i batteri AH med tillhörande anläggningar är numera statligt byggnadsminne och ett museum.

## Platser
| Nr | Förkortning | Namn                 | Plats   | Typ | Färdigställt | Nedlagt | Avvecklat                                                           |
| -- | ----------- | -------------------- | ------- | --- | ------------ | ------- | ------------------------------------------------------------------- |
| 1  | AH I och II | Arholma och Ovanskär | Arholma | -   | 1968         | 2000    | Ovanskär avvecklat. Arholma kvar som museum, statligt byggnadsminne |
| 2  | BR I och II | Bodskär              | Bodskär | -   | 1959         | 2000    | 2000 – 2005                                                         |
| 3  | NÅ I och II | Nåttarö              | Nåttarö | -   | 1958         | 2000    | 2000 – 2005                                                         |

## Bilder på Batteri Arholma

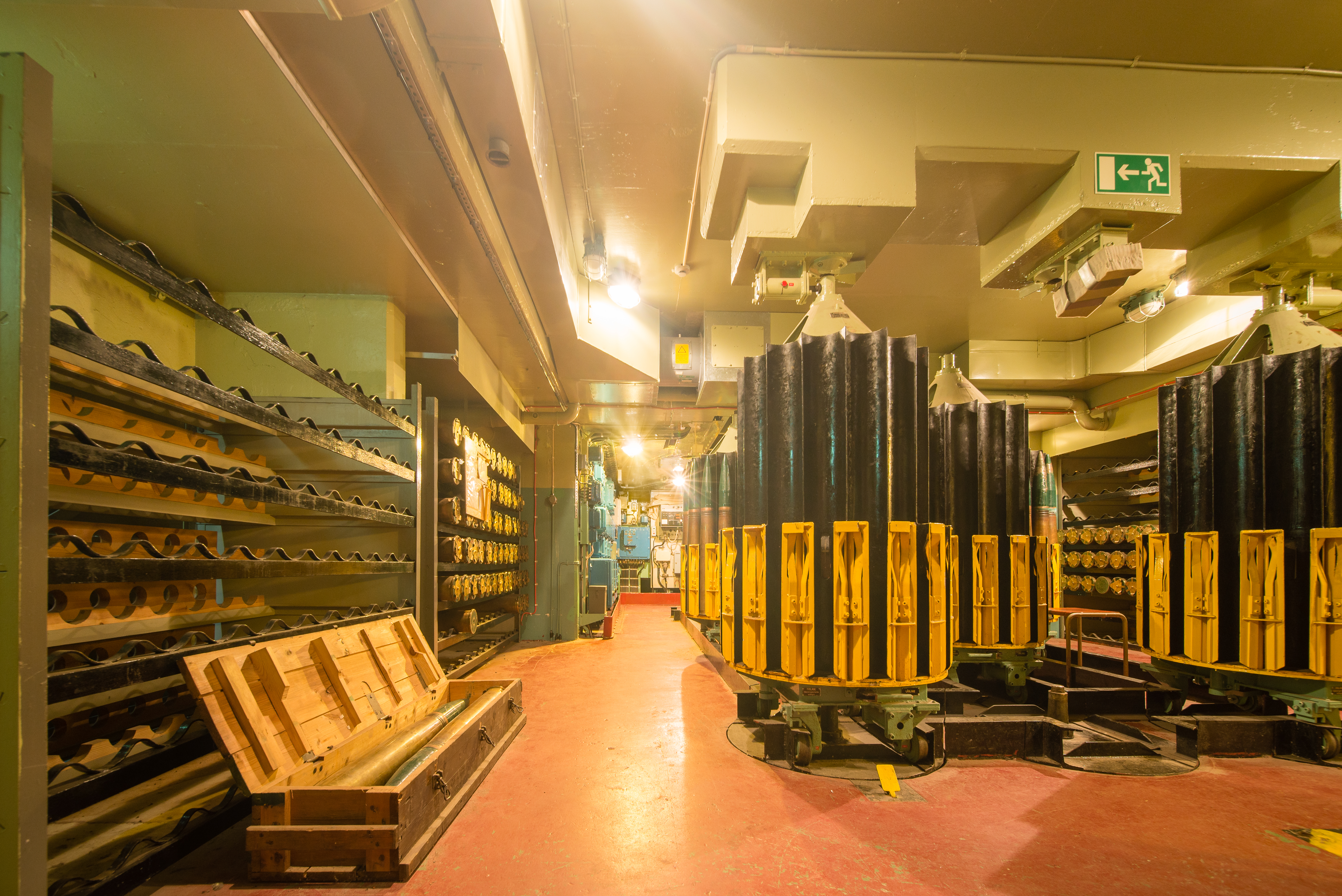
Laddrummet.
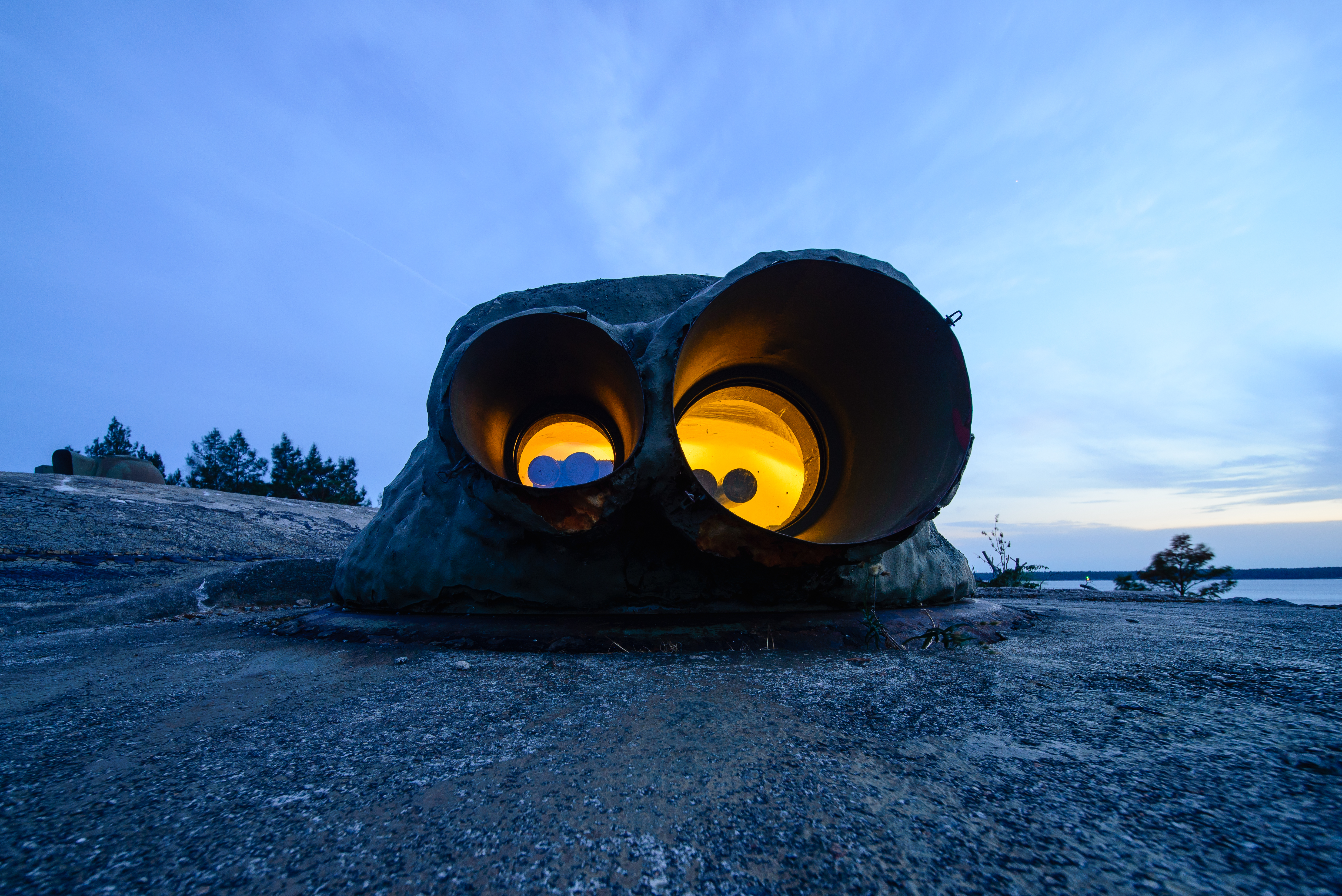
Utsidan av batteriet.
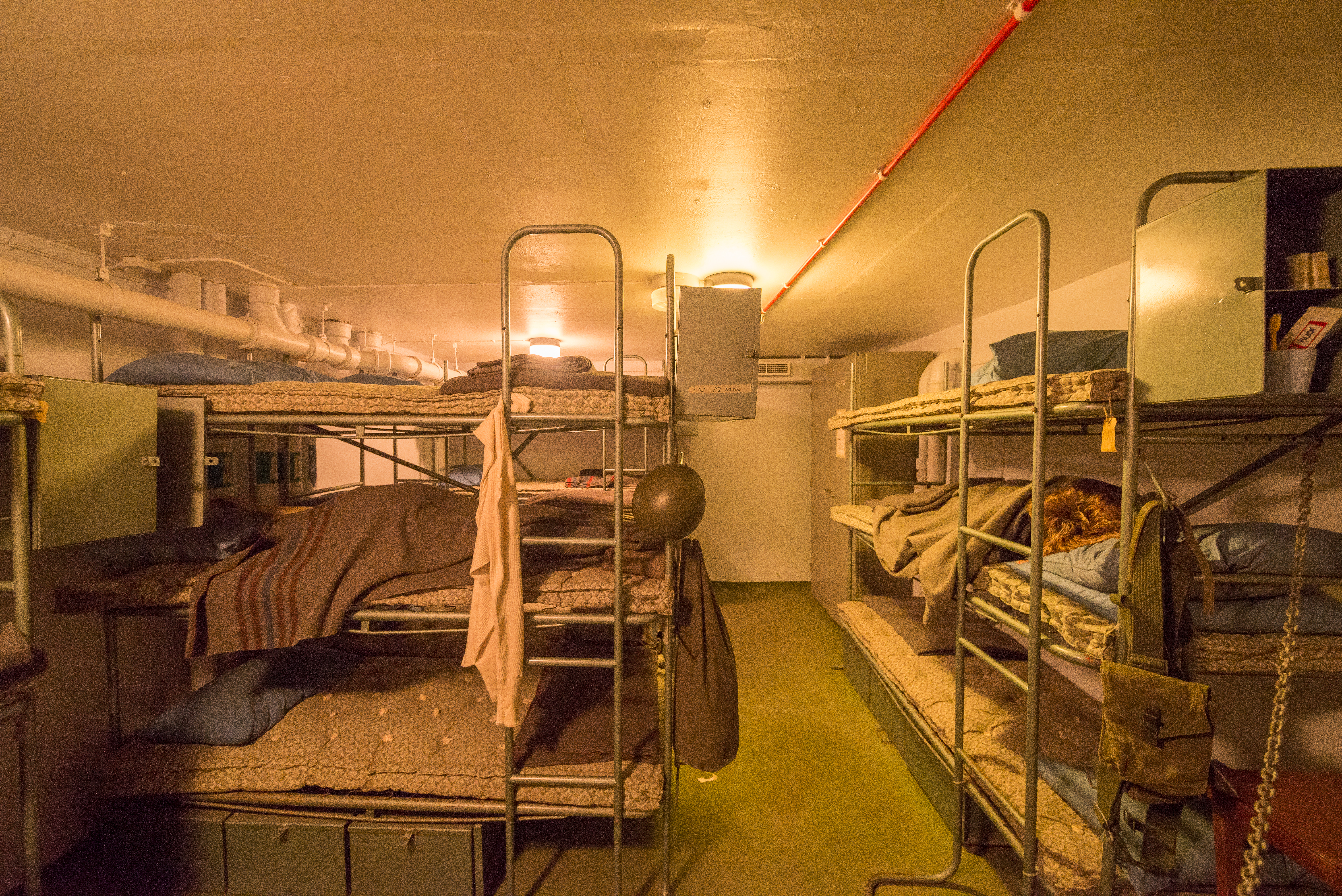
Logement.
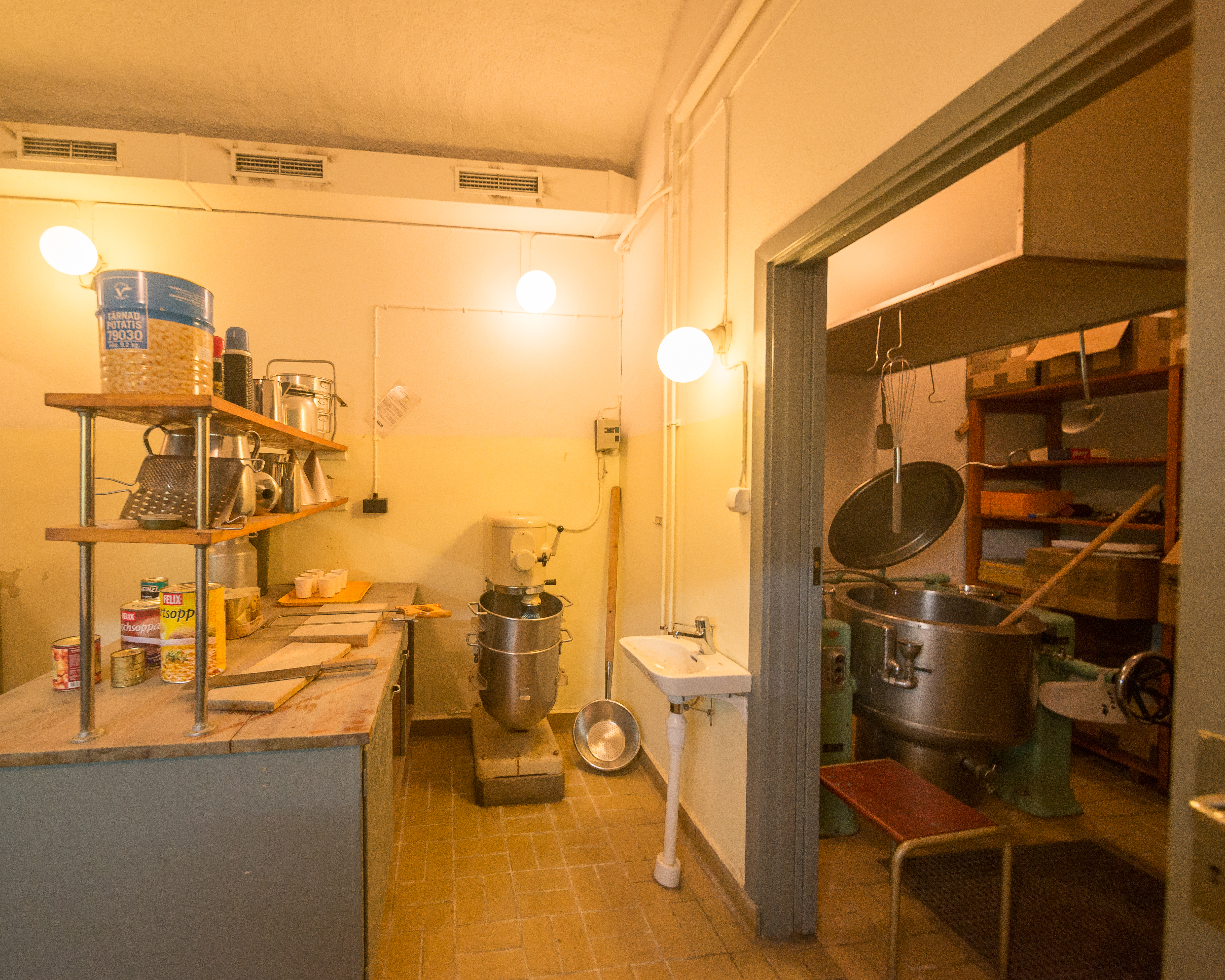
Kök.
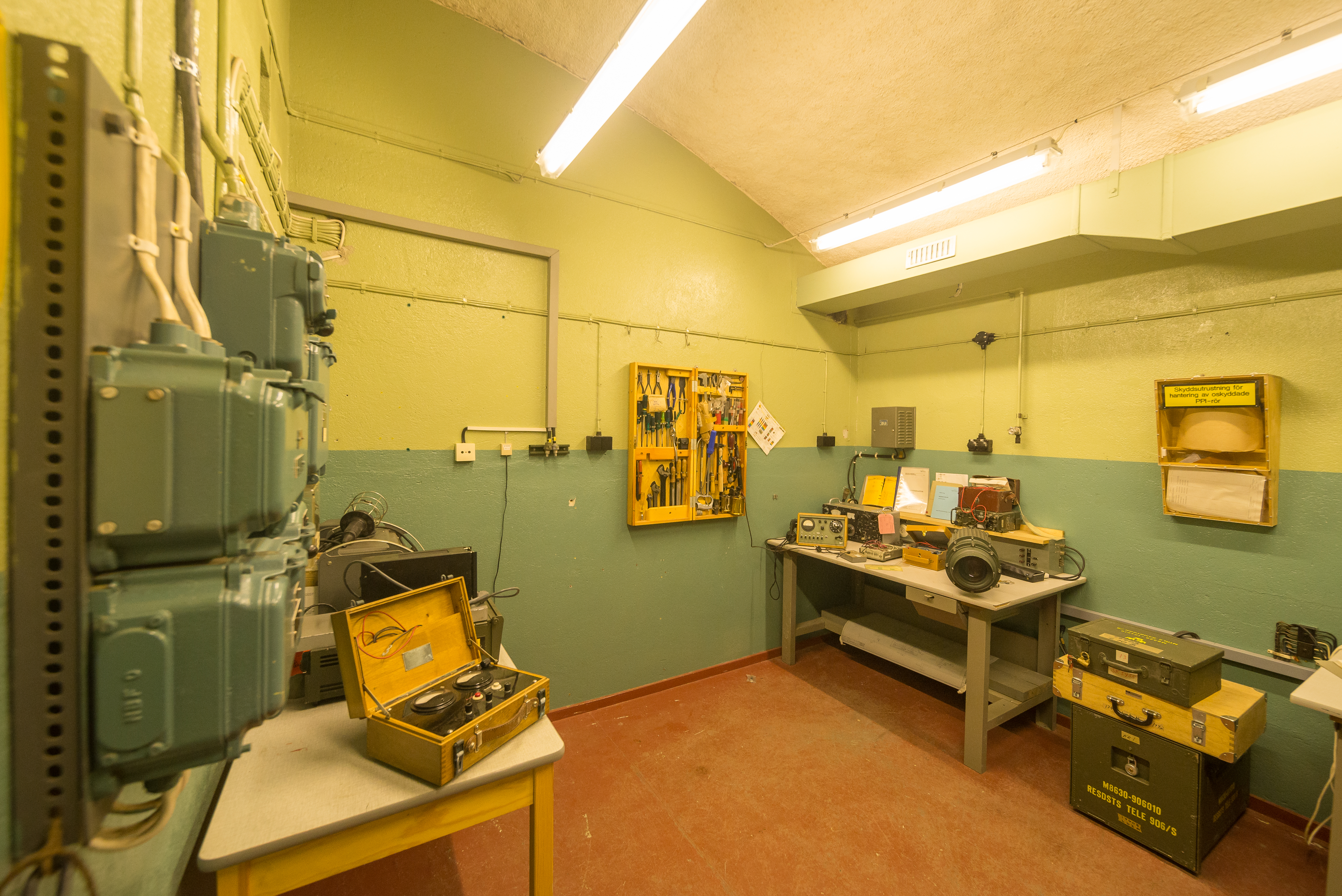
Verkstad.